# Kościół św. Jana na Skałce w Pradze
Kościół św. Jana na Skałce (czeski: Kostel svatého Jana Nepomuckého na Skalce) – zabytkowy kościół w Pradze, w dzielnicy Nowe Miasto, na ulicy Vyšehradská (w pobliżu Placu Karola, niedaleko Albertova). Ze względu na eksponowaną pozycję oraz imponującą fasadę z dwiema wieżami, ma wysoką wartość historyczną.